# 萧乙薛
萧乙薛（？—1124年），字特免。辽代官员。契丹人。辽后族国舅少父房後裔。
辽道宗寿昌（1095年—1101年）年间，累居显官。天祚帝天庆（1111年—1120年）初年，知国舅详稳事，迁殿前副点检。当时辽王朝局势动荡，危在旦夕，东北女真勃兴，迅占辽地，国内起义不断。女真阿骨打起兵反遼，天庆四年（1114年）十一月，萧乙薛为行军副都统，与女真军战于宾州（今吉林省农安县东北红石垒），兵败，免职。天庆六年（1116年）复任武定军节度使，迁西京留守。奉命招谕大渤海高永昌。天庆七年（1117年），淶水县董庞儿反辽。萧乙薛和南京统军都监查剌领兵镇压，战于易水之西，又战于奉圣州（今河北省涿鹿县），获胜。以功拜北府宰相，加左仆射，兼任東北路都統。天庆十年（1120年）金兵攻陷上京，奉诏为上京留守、知盐铁内省两司、东北统军司事。在任宽猛得宜，振济贫困，百姓敬爱。
保大二年（1122年），金軍大举進攻，萧乙薛軍为金兵所败，降为西南面招讨使。部民流散，未上任。天祚帝西逃云中（今山西省大同市），入夹山（今内蒙古自治区武川县西），萧乙薛供给侍从不缺，拜殿前都点检。金軍通過後，他再集結諸营敗残兵到上京臨潢府，又为上京留守，以安抚散卒。
保大三年（1123年），盧彦倫在上京反乱降金，萧乙薛被捕数月後释放。保大四年（1124年）正月，知北院枢密使事。时耶律大石从金军俘营中逃回，因曾参与拥立耶律淳之事受天祚帝责备，心怀不安。耶律大石杀死萧乙薛，率部下北去，七月自立为王。

## 延伸阅读
[在维基数据编辑]
 《遼史·卷101》，出自脱脱《遼史》